# Vlaams Parlement (samenstelling 2019-2024)
De samenstelling van het Vlaams Parlement voor de legislatuurperiode 2019-2024 is als volgt.
Deze volgde uit de Vlaamse verkiezingen van 26 mei 2019.
De installatievergadering van het Vlaams parlement vond plaats op dinsdag 18 juni 2019. Deze werd voorgezeten door het langstzetelende parlementslid, in casu Herman De Croo (Open Vld). Hij werd bijgestaan door de jongst verkozen parlementsleden, in casu Adeline Blancquaert (Vlaams Belang) en Filip Brusselmans (Vlaams Belang). Op woensdag 8 mei 2024 vond de laatste plenaire vergadering van deze legislatuur plaats.
De eerste vergadering van de zitting 2019-2020 vond plaats op maandag 23 september 2019. Normaal gezien vindt dan de Septemberverklaring plaats, maar deze bleef uit aangezien er nog geen nieuwe Vlaamse Regering gevormd was.
Na de verkiezingen van 9 juni 2024, leggen de parlementsleden van de legislatuurperiode 2024-2029 de eed af.

## Samenstelling
| Begin legislatuur (2019) | Begin legislatuur (2019) | Begin legislatuur (2019) | Einde legislatuur (2024) | Einde legislatuur (2024) | Einde legislatuur (2024) |
| Fractie                  | Fractie                  | Zetels                   | Fractie                  | Fractie                  | Zetels                   |
| ------------------------ | ------------------------ | ------------------------ | ------------------------ | ------------------------ | ------------------------ |
|                          | N-VA                     | 35                       |                          | N-VA                     | 35                       |
|                          | Vlaams Belang            | 23                       |                          | Vlaams Belang            | 23                       |
|                          | CD&V                     | 19                       |                          | CD&V                     | 19                       |
|                          | Open Vld                 | 16                       |                          | Open Vld                 | 14                       |
|                          | Groen                    | 14                       |                          | Groen                    | 14                       |
|                          | sp.a                     | 13                       |                          | Vooruit                  | 13                       |
|                          | PVDA                     | 4                        |                          | PVDA                     | 4                        |
|                          | Onafhankelijk            | 0                        |                          | Onafhankelijk            | 2                        |

Wijzigingen in fractiesamenstelling:
- In april 2021 stapt Sihame El Kaouakibi uit Open Vld. Ze zetelt voortaan als onafhankelijke.
- In september 2023 stapt Els Ampe uit Open Vld. Ze zetelt voortaan als onafhankelijke.[1]

## Zetelverdeling volgens kieskring
De zetelverdeling naar provinciale herkomst is als volgt.
|               | Ant. | O-Vl. | Vl-B. | W-Vl. | Lim. | BHG | Totaal |
| ------------- | ---- | ----- | ----- | ----- | ---- | --- | ------ |
| N-VA          | 12   | 6     | 6     | 5     | 4    | 2   | 35     |
| Vlaams Belang | 6    | 6     | 3     | 5     | 3    | 0   | 23     |
| CD&V          | 4    | 4     | 3     | 5     | 3    | 0   | 19     |
| Open Vld      | 3    | 4     | 3     | 3     | 2    | 1   | 16     |
| Groen         | 4    | 3     | 3     | 1     | 1    | 2   | 14     |
| sp.a/Vooruit  | 2    | 3     | 2     | 3     | 2    | 1   | 13     |
| PVDA          | 2    | 1     | -     | -     | 1    | -   | 4      |
| Totaal        | 33   | 27    | 20    | 22    | 16   | 6   | 124    |

## Lijst van volksvertegenwoordigers
|  | Volksvertegenwoordiger         | Fractie       | Kieskring         | Opmerkingen |
|  | ------------------------------ | ------------- | ----------------- | --- |
|  | Bart De Wever                  | N-VA          | Antwerpen         | |
|  | Steven Vandeput                | N-VA          | Limburg           | Vanaf 28 september 2020 voorzitter van de commissie Algemeen Beleid, Financiën, Begroting en Justitie. |
|  | Bert Maertens                  | N-VA          | West-Vlaanderen   | |
|  | Arnout Coel                    | N-VA          | Vlaams-Brabant    | Vervangt vanaf 4 oktober 2019 Ben Weyts, die minister in de Vlaamse Regering wordt. |
|  | Joris Nachtergaele             | N-VA          | Oost-Vlaanderen   | Vervangt vanaf 4 oktober 2019 Matthias Diependaele, die minister in de Vlaamse Regering wordt. Diependaele was voorzitter van de N-VA-fractie tot 1 oktober 2019.                                                         |
|  | Karl Vanlouwe                  | N-VA          | Brussel-Hoofdstad | |
|  | Liesbeth Homans                | N-VA          | Antwerpen         | Parlementsvoorzitter vanaf 2 oktober 2019. |
|  | Maaike De Vreese               | N-VA          | West-Vlaanderen   | |
|  | Karolien Grosemans             | N-VA          | Limburg           | Voorzitter van de commissie Onderwijs. |
|  | Sarah Smeyers                  | N-VA          | Oost-Vlaanderen   | |
|  | Nadia Sminate                  | N-VA          | Vlaams-Brabant    | Ondervoorzitter. |
|  | Annabel Tavernier              | N-VA          | Brussel-Hoofdstad | |
|  | Kris Van Dijck                 | N-VA          | Antwerpen         | Parlementsvoorzitter tot 11 juli 2019 en voorzitter van de commissie Binnenlands Bestuur, Gelijke Kansen en Inburgering.                                                                                                  |
|  | Axel Ronse                     | N-VA          | West-Vlaanderen   | |
|  | Koen Daniëls                   | N-VA          | Oost-Vlaanderen   | Secretaris vanaf 4 mei 2022. |
|  | Veerle Geerinckx               | N-VA          | Vlaams-Brabant    | Vervangt vanaf 20 april 2022 Lorin Parys, die uit de politiek stapte om CEO van de Pro League te worden. Parys was secretaris tot zijn ontslag als parlementslid op 31 maart 2022.                                        |
|  | Rita Moors                     | N-VA          | Limburg           | Vervangt vanaf 28 september 2020 Jos Lantmeeters, die provinciegouverneur van Limburg wordt. Lantmeeters was tot 31 augustus 2020 voorzitter van de commissie Algemeen Beleid, Financiën, Begroting en Justitie.          |
|  | Annick De Ridder               | N-VA          | Antwerpen         | |
|  | Wilfried Vandaele              | N-VA          | West-Vlaanderen   | Parlementsvoorzitter van 13 juli tot 2 oktober 2019 en vanaf 2 oktober 2019 voorzitter van de N-VA-fractie. |
|  | Elke Sleurs                    | N-VA          | Oost-Vlaanderen   | |
|  | Jeroen Tiebout                 | N-VA          | Vlaams-Brabant    | Vervangt vanaf 26 september 2022 Piet De Bruyn, die co-directeur van het Centrum ter preventie van zelfdoding wordt. |
|  | Katja Verheyen                 | N-VA          | Limburg           | Vervangt vanaf 18 juni 2019 Jan Peumans, die beslist om niet te zetelen. |
|  | Sofie Joosen                   | N-VA          | Antwerpen         | |
|  | Cathy Coudyser                 | N-VA          | West-Vlaanderen   | Voorzitter van de commissie Buitenlands Beleid, Europese Aangelegenheden, Internationale Samenwerking en Toerisme. |
|  | Marius Meremans                | N-VA          | Oost-Vlaanderen   | |
|  | Inez De Coninck                | N-VA          | Vlaams-Brabant    | |
|  | Paul Van Miert                 | N-VA          | Antwerpen         | |
|  | Andries Gryffroy               | N-VA          | Oost-Vlaanderen   | |
|  | Allessia Claes                 | N-VA          | Vlaams-Brabant    | |
|  | Freya Perdaens                 | N-VA          | Antwerpen         | |
|  | Kathleen Krekels               | N-VA          | Antwerpen         | |
|  | Manuela Van Werde              | N-VA          | Antwerpen         | |
|  | Tine Van der Vloet             | N-VA          | Antwerpen         | |
|  | Maarten De Veuster             | N-VA          | Antwerpen         | |
|  | Philippe Muyters               | N-VA          | Antwerpen         | |
|  | Guy D'haeseleer                | Vlaams Belang | Oost-Vlaanderen   | |
|  | Chris Janssens                 | Vlaams Belang | Limburg           | Voorzitter van de Vlaams Belang-fractie. |
|  | Stefaan Sintobin               | Vlaams Belang | West-Vlaanderen   | Voorzitter van de commissie Welzijn, Volksgezondheid, Gezin en Armoedebestrijding. |
|  | Filip Dewinter                 | Vlaams Belang | Antwerpen         | Ondervoorzitter. |
|  | Klaas Slootmans                | Vlaams Belang | Vlaams-Brabant    | |
|  | Adeline Blancquaert            | Vlaams Belang | Oost-Vlaanderen   | |
|  | Roosmarijn Beckers             | Vlaams Belang | Limburg           | |
|  | Immanuel De Reuse              | Vlaams Belang | West-Vlaanderen   | Vervangt vanaf 18 juni 2019 Lut Deforche-Degroote, die beslist om niet te zetelen. |
|  | Anke Van dermeersch            | Vlaams Belang | Antwerpen         | |
|  | Suzy Wouters                   | Vlaams Belang | Vlaams-Brabant    | |
|  | Kristof Slagmulder             | Vlaams Belang | Oost-Vlaanderen   | |
|  | Leo Pieters                    | Vlaams Belang | Limburg           | |
|  | Yves Buysse                    | Vlaams Belang | West-Vlaanderen   | |
|  | Bart Claes                     | Vlaams Belang | Antwerpen         | Voorzitter van de commissie Mobiliteit en Openbare Werken. |
|  | Jan Laeremans                  | Vlaams Belang | Vlaams-Brabant    | |
|  | Filip Brusselmans              | Vlaams Belang | Oost-Vlaanderen   | |
|  | Frieda Verougstraete-Deschacht | Vlaams Belang | West-Vlaanderen   | |
|  | Sam Van Rooy                   | Vlaams Belang | Antwerpen         | |
|  | Johan Deckmyn                  | Vlaams Belang | Oost-Vlaanderen   | |
|  | Carmen Ryheul                  | Vlaams Belang | West-Vlaanderen   | |
|  | Wim Verheyden                  | Vlaams Belang | Antwerpen         | |
|  | Ilse Malfroot                  | Vlaams Belang | Oost-Vlaanderen   | |
|  | Els Sterckx                    | Vlaams Belang | Antwerpen         | |
|  | Hilâl Yalçin                   | CD&V          | Limburg           | Vervangt vanaf 27 september 2021 Lode Ceyssens, die aan de slag gaat bij de Boerenbond. |
|  | Brecht Warnez                  | CD&V          | West-Vlaanderen   | Vervangt vanaf 4 oktober 2019 Hilde Crevits, die minister in de Vlaamse Regering wordt. |
|  | Peter Van Rompuy               | CD&V          | Vlaams-Brabant    | Voorzitter van de CD&V-fractie. |
|  | Joke Schauvliege               | CD&V          | Oost-Vlaanderen   | Ondervoorzitter. |
|  | Koen Van den Heuvel            | CD&V          | Antwerpen         | |
|  | Bart Dochy                     | CD&V          | West-Vlaanderen   | Voorzitter van de commissie Landbouw, Visserij en Plattelandsbeleid. |
|  | Robrecht Bothuyne              | CD&V          | Oost-Vlaanderen   | Voorzitter van de commissie Economie, Werk, Sociale Economie, Wetenschap en Innovatie. |
|  | Vera Jans                      | CD&V          | Limburg           | |
|  | Karin Brouwers                 | CD&V          | Vlaams-Brabant    | |
|  | Tinne Rombouts                 | CD&V          | Antwerpen         | |
|  | Sofie Mertens                  | CD&V          | Limburg           | Vervangt vanaf 18 mei 2022 Jo Brouns, die minister wordt in de Vlaamse regering. Brouns zelf verving vanaf 18 juni 2019 Jo Vandeurzen, die beslist had om niet te zetelen.                                                |
|  | Katrien Partyka                | CD&V          | Vlaams-Brabant    | |
|  | Martine Fournier               | CD&V          | West-Vlaanderen   | |
|  | Katrien Schryvers              | CD&V          | Antwerpen         | |
|  | Stijn De Roo                   | CD&V          | Oost-Vlaanderen   | Vervangt vanaf 7 oktober 2020 Vincent Van Peteghem, die minister in de federale regering wordt. |
|  | Loes Vandromme                 | CD&V          | West-Vlaanderen   | |
|  | Orry Van de Wauwer             | CD&V          | Antwerpen         | |
|  | Maaike De Rudder               | CD&V          | Oost-Vlaanderen   | |
|  | Kurt Vanryckeghem              | CD&V          | West-Vlaanderen   | |
|  | Bart Tommelein                 | Open Vld      | West-Vlaanderen   | Ondervoorzitter. |
|  | Els Ampe                       | Open Vld      | Brussel-Hoofdstad | Tot 23 september 2023 voorzitter van de commissie Brussel, Vlaamse Rand en Dierenwelzijn. Zetelt sinds 25 september 2023 als onafhankelijke.                                                                              |
|  | Bart Somers                    | Open Vld      | Antwerpen         | Werd van 4 oktober 2019 tot 8 november 2023 vervangen door Tom Ongena, toen Somers minister was in de Vlaamse Regering. Somers was voorzitter van de Open Vld-fractie tot 1 oktober 2019.                                 |
|  | Steven Coenegrachts            | Open Vld      | Limburg           | Vervangt vanaf 4 oktober 2019 Lydia Peeters, die minister in de Vlaamse Regering wordt. |
|  | Bart Van Hulle                 | Open Vld      | Oost-Vlaanderen   | Vervangt vanaf 28 september 2020 Carina Van Cauter, die provinciegouverneur van Oost-Vlaanderen was. Van Cauter was tot 31 augustus 2020 voorzitter van de commissie Leefmilieu, Natuur, Ruimtelijke Ordening en Energie. |
|  | Bob Savenberg                  | Open Vld      | Vlaams-Brabant    | Vervangt vanaf 15 november 2023 Gwendolyn Rutten, die minister in de Vlaamse Regering wordt. |
|  | Marino Keulen                  | Open Vld      | Limburg           | |
|  | Sihame El Kaouakibi            | Open Vld      | Antwerpen         | Zetelt vanaf 21 april 2021 als onafhankelijke. |
|  | Emmily Talpe                   | Open Vld      | West-Vlaanderen   | |
|  | Maurits Vande Reyde            | Open Vld      | Vlaams-Brabant    | |
|  | Jean-Jacques De Gucht          | Open Vld      | Oost-Vlaanderen   | |
|  | Stephanie D'Hose               | Open Vld      | Oost-Vlaanderen   | |
|  | Willem-Frederik Schiltz        | Open Vld      | Antwerpen         | Voorzitter van de Open Vld-fractie vanaf 2 oktober 2019. |
|  | Gwenny De Vroe                 | Open Vld      | Vlaams-Brabant    | Vanaf 28 september 2020 voorzitter van de commissie Leefmilieu, Natuur, Ruimtelijke Ordening en Energie. |
|  | Mercedes Van Volcem            | Open Vld      | West-Vlaanderen   | Vanaf 27 september 2023 voorzitter van de commissie Brussel, Vlaamse Rand en Dierenwelzijn. |
|  | Freya Saeys                    | Open Vld      | Oost-Vlaanderen   | Vervangt vanaf 13 juli 2019 Herman De Croo, die ontslag heeft genomen. |
|  | Meyrem Almaci                  | Groen         | Antwerpen         | Vanaf 30 november 2022 voorzitter van de commissie Cultuur, Jeugd, Sport en Media. |
|  | Jeremie Vaneeckhout            | Groen         | West-Vlaanderen   | Secretaris tot 26 oktober 2022. |
|  | Johan Danen                    | Groen         | Limburg           | |
|  | Björn Rzoska                   | Groen         | Oost-Vlaanderen   | Voorzitter van de Groen-fractie tot 26 april 2023. |
|  | An Moerenhout                  | Groen         | Vlaams-Brabant    | |
|  | Stijn Bex                      | Groen         | Brussel-Hoofdstad | |
|  | Mieke Schauvliege              | Groen         | Oost-Vlaanderen   | Vanaf 26 april 2023 voorzitter van de Groen-fractie. |
|  | Chris Steenwegen               | Groen         | Vlaams-Brabant    | |
|  | Imade Annouri                  | Groen         | Antwerpen         | |
|  | Celia Groothedde               | Groen         | Brussel-Hoofdstad | |
|  | Elisabeth Meuleman             | Groen         | Oost-Vlaanderen   | Voorzitter van de commissie Cultuur, Jeugd, Sport en Media tot 30 november 2022. Secretaris vanaf 26 oktober 2022. |
|  | Ann De Martelaer               | Groen         | Vlaams-Brabant    | |
|  | Staf Aerts                     | Groen         | Antwerpen         | Vervangt vanaf 5 mei 2021 Staf Pelckmans, die op pensioen ging. |
|  | Tine Van den Brande            | Groen         | Antwerpen         | |
|  | Hannelore Goeman               | sp.a          | Brussel-Hoofdstad | Verkozen op de lijst sp.a-One.brussels. Goeman is vanaf 18 december 2019 voorzitter van de sp.a/Vooruit-fractie. |
|  | Bruno Tobback                  | sp.a          | Vlaams-Brabant    | Secretaris vanaf 21 december 2022. |
|  | Emine Gül Isçi                 | sp.a          | Oost-Vlaanderen   | Vervangt vanaf 19 december 2023 Conner Rousseau, die om persoonlijke redenen ontslag nam. Rousseau was voorzitter van de sp.a-fractie tot 15 december 2019.                                                               |
|  | Thijs Verbeurgt                | sp.a          | Antwerpen         | Vervangt vanaf 21 december 2022 Caroline Gennez, die minister in de federale regering werd. Gennez was secretaris tot 17 december 2022.                                                                                   |
|  | Annick Lambrecht               | sp.a          | West-Vlaanderen   | |
|  | Els Robeyns                    | sp.a          | Limburg           | |
|  | Freya Van den Bossche          | sp.a          | Oost-Vlaanderen   | |
|  | Hannes Anaf                    | sp.a          | Antwerpen         | |
|  | Steve Vandenberghe             | sp.a          | West-Vlaanderen   | |
|  | Katia Segers                   | sp.a          | Vlaams-Brabant    | |
|  | Ludwig Vandenhove              | sp.a          | Limburg           | |
|  | Maxim Veys                     | sp.a          | West-Vlaanderen   | |
|  | Kurt De Loor                   | sp.a          | Oost-Vlaanderen   | Voorzitter van de commissie Wonen en Onroerend Erfgoed. |
|  | Jos D'Haese                    | PVDA          | Antwerpen         | Voorzitter van de PVDA-fractie. |
|  | Onno Vandewalle                | PVDA          | Oost-Vlaanderen   | Vervangt vanaf 11 januari 2023 Tom De Meester, die ontslag nam om zich meer toe te leggen op zijn functies in de gemeentepolitiek van Gent.                                                                               |
|  | Kim De Witte                   | PVDA          | Limburg           | |
|  | Lise Vandecasteele             | PVDA          | Antwerpen         | |

## Bestuur
Het bestuur van het Vlaams parlement bestaat uit een voorzitter, een bureau en een uitgebreid bureau.
Het bureau bestaat uit de voorzitter, de ondervoorzitters en de secretarissen. In het uitgebreid bureau zetelen ook de fractievoorzitters.

### Voorzitters
- Kris Van Dijck (N-VA), voorzitter, op 13 juli 2019 opgevolgd door Wilfried Vandaele (N-VA), op zijn beurt op 2 oktober 2019 opgevolgd door Liesbeth Homans (N-VA)
- Filip Dewinter (Vlaams Belang), eerste ondervoorzitter
- Joke Schauvliege (CD&V), tweede ondervoorzitter
- Nadia Sminate (N-VA), derde ondervoorzitter
- Bart Tommelein (Open Vld), vierde ondervoorzitter

### Secretarissen
- Jeremie Vaneeckhout (Groen), op 26 oktober 2022 opgevolgd door Elisabeth Meuleman (Groen)
- Caroline Gennez (sp.a/Vooruit), op 21 december 2022 opgevolgd door Bruno Tobback (Vooruit)
- Lorin Parys (N-VA), op 4 mei 2022 opgevolgd door Koen Daniëls (N-VA)

### Fractievoorzitters
- Matthias Diependaele (N-VA), op 2 oktober 2019 opgevolgd door Wilfried Vandaele (N-VA)
- Chris Janssens (Vlaams Belang)
- Peter Van Rompuy (CD&V)
- Bart Somers (Open Vld), op 2 oktober 2019 opgevolgd door Willem-Frederik Schiltz (Open Vld)
- Björn Rzoska (Groen), op 26 april 2023 opgevolgd door Mieke Schauvliege (Groen)
- Conner Rousseau (sp.a/Vooruit), op 16 december 2019 opgevolgd door Hannelore Goeman (sp.a/Vooruit)
- Jos D'Haese (PVDA)

## Commissie
| Commissie                                                                             | Voorzitter                       | Bevoegde minister(s) |
| ------------------------------------------------------------------------------------- | -------------------------------- | --- |
| Algemeen Beleid, Financiën, Begroting en Justitie                                     | Steven Vandeput (N-VA)           | Jan Jambon (N-VA) voor Algemeen Beleid; Matthias Diependaele (N-VA) voor Financiën en Begroting; Zuhal Demir (N-VA) voor Justitie |
| Binnenlands Bestuur, Gelijke Kansen en Inburgering                                    | Kris Van Dijck (N-VA)            | Gwendolyn Rutten (Open Vld) |
| Brussel, Vlaamse Rand en Dierenwelzijn                                                | Mercedes Van Volcem (Open Vld)   | Benjamin Dalle (CD&V) voor Brussel; Ben Weyts (N-VA) voor de Vlaamse Rand en Dierenwelzijn                                        |
| Buitenlands Beleid, Europese Aangelegenheden, Internationale Samenwerking en Toerisme | Cathy Coudyser (N-VA)            | Jan Jambon (N-VA) voor Buitenlands Beleid; Zuhal Demir (N-VA) voor Toerisme                                                       |
| Cultuur, Jeugd, Sport en Media                                                        | Meyrem Almaci (Groen)            | Jan Jambon (N-VA) voor Cultuur; Benjamin Dalle (CD&V) voor Jeugd en Media; Ben Weyts (N-VA) voor Sport                            |
| Economie, Werk, Sociale Economie, Wetenschap en Innovatie                             | Robrecht Bothuyne (CD&V)         | Jo Brouns (CD&V) |
| Landbouw, Visserij en Plattelandsbeleid                                               | Bart Dochy (CD&V)                | Jo Brouns (CD&V) voor Landbouw en Visserij; Zuhal Demir (N-VA) voor Plattelandsbeleid                                             |
| Leefmilieu, Natuur, Ruimtelijke Ordening en Energie                                   | Gwenny De Vroe (Open Vld)        | Zuhal Demir (N-VA) |
| Mobiliteit en Openbare Werken                                                         | Bart Claes (Vlaams Belang)       | Lydia Peeters (Open Vld) |
| Onderwijs                                                                             | Karolien Grosemans (N-VA)        | Ben Weyts (N-VA) |
| Welzijn, Volksgezondheid, Gezin en Armoedebestrijding                                 | Stefaan Sintobin (Vlaams Belang) | Hilde Crevits (CD&V) voor Welzijn, Volksgezondheid en Gezin; Benjamin Dalle (CD&V) voor Armoedebstrijding                         |
| Wonen en Onroerend Erfgoed                                                            | Kurt De Loor (sp.a/Vooruit)      | Matthias Diependaele (N-VA) |

## Legende
- CD&V: Christen-Democratisch en Vlaams
- N-VA: Nieuw-Vlaamse Alliantie
- Open Vld: Open Vlaamse Liberalen en Democraten
- sp.a/Vooruit: Socialistische Partij Anders / Vooruit
- Vlaams Belang
- Groen
- PVDA: Partij van de Arbeid